# Luilak (volksverhaal)
Luilak is een volksverhaal uit Turkije.

## Het verhaal
Een oud vrouwtje heeft een luie zoon. Op een dag komen buurkinderen hem halen om samen met hen brandhout te verzamelen. Ze hijsen hem op een ezel en nemen hem mee de bergen in. Ze hakken hout, terwijl Luilak onder een boom ligt. De dorpsjeugd hakt ook voor hem en bindt het hout op zijn ezel. Luilak blijft zitten en de anderen gaan naar huis. Er komt een grijze slang aan. Luilak zegt dat hij geen fut heeft om te vluchten, en zegt een rijmpje op. Dit bevalt de slang, en Luilak mag een wens doen.
Luilak is te lui om een wens te doen en de slang vertelt dat hij maar hoeft te zeggen: Op Gods gebod, op het woord van de grijze slang, en zijn wensen zullen worden vervuld. De jongen wenst een kom soep en hij eet zijn buikje rond. Ook de volgende dag laat hij eten komen, maar er komt ook een ondeugende gedachte bij hem op.
Luilak wenst dat de dochter van de padisha zwanger van hem wordt.
Op een gegeven moment laat hij zich naar zijn hut brengen en zijn moeder vraagt wat hij daar doet. Ze had gewild dat hij op de berg was gecrepeerd. Luilak vertelt wat er is gebeurd en de moeder wordt erg blij. Luilak wenst eten en eet met zijn moeder, terwijl de buik van de dochter van de padisjah elke dag groeit. Ze weet niet wat er aan de hand is, maar bevalt na negen maanden van een jongen.
De padisjah wil zijn dochter laten doden en de grootvizier maakt de situatie bekend aan de ministerraad. De ministerraad voorkomt dat het meisje wordt gedood, als het kind groot is zal aan het licht komen wie de vader is. Het meisje wordt zeven jaren opgesloten en alle mannen moeten op het plein langs het paleis van de padisjah lopen. Het kind zegt tegen niemand papa en dan hoort de padisjah over Luilak in zijn hut.
Luilak wordt op een draagstoel gehaald en het kind roept papa tegen hem. De dochter van de padisjah en haar kind worden naar de hut verbannen. Luilak wenst een overdadige maaltijd bij elkaar, en de moeder van zijn kind begrijpt nu hoe ze zwanger werd. Ze wenst een paleis aan de zee en als haar vader met de ministerraad een boottochtje maakt, vermomt ze zich als man. Ze nodigt hem uit in haar huis en de koning valt om van verbazing bij het zien van zo veel pracht en praal. De dochter van de padisjah vraagt Luilak om een gouden deksel van een schaal in het ondergoed van haar vader te wensen.
Als de boot wil vertrekken, houdt het meisje dit tegen. Ze zegt dat er een deksel van een gouden schaal is verdwenen en de matrozen worden gecontroleerd. Ook de officieren en ministers worden onderzocht, waarna de padisjah zich uitkleedt. Het deksel valt op het dek en hij vraagt zich af hoe het er terecht is gekomen. Het meisje ontbloot haar hoofd en zegt dat ze ook niet wist hoe het kind in haar buik was gekomen. Het meisje vertelt over de toverkracht van Luilak en de padisjah houdt een bruiloftsfeest van veertig dagen en veertig nachten.
Na die dag overwon Luilak zijn sloomheid en werd een schone jongeling. Hij en zijn vrouw leefden nog lang en gelukkig.

## Achtergronden
- De oorspronkelijke titel is Üsengeç.
- Het verhaal is bekend in Edremit, Balikesir, Ankara, Gümüshane, Istanboel en Kastamonu. Het werd niet eerder in het Nederlands vertaald.
- Luiheid wordt niet bestraft, waarschijnlijk omdat de jongen zich niet beter voordoet dan hij is.
- Vergelijk Van de visser en zijn vrouw.
- De ongemerkte zwangerschap speelt ook een rol in vele verhalen, zie bijvoorbeeld Akrisios en Danaë.
- Zie ook het volksfeest Luilak.